# Dendrochilum simulacrum
Dendrochilum simulacrum är en orkidéart som beskrevs av Oakes Ames. Dendrochilum simulacrum ingår i släktet Dendrochilum och familjen orkidéer. Inga underarter finns listade i Catalogue of Life.